# Crush - La storia di Stella
Crush - La storia di Stella è una serie televisiva italiana per ragazzi del 2022. Diretta da Valentina Bertuzzi e prodotta da Stand by me in collaborazione con Rai Kids, la serie tratta il tema del sexting e del cyberbullismo in ambito adolescenziale. É il primo capitolo della serie Crush . 

## Trama
La tredicenne Stella sogna di diventare giornalista e insieme agli amici Saverio e Andrea e al fidanzato Sebastiano (o Seba) si dedica alla realizzazione del giornalino della scuola. Un giorno però, Stella invia a Seba un video nel quale la ragazza si mostra con indosso abiti intimi mentre si prova un abito. Il ragazzo invia successivamente il video al suo amico Francesco, che lo diffonde  ben presto in rete. Stella si ritrova così a dover affrontare non solo i giudizi degli altri ma anche la delusione di essere stata tradita dal ragazzo che amava. Stella cade infine in depressione e smette persino di andare a scuola. Tutto cambia quando un giorno una sua amica viene a farle visita e la porta a divertirsi in monopattino per la piazza. All'inizio tutto sembra essere una semplice uscita tra amiche, ma ben presto Stella finisce per ritrovarsi da sola davanti a una ragazza sconusciuta molto più grande di lei, che però afferma di aver vissuto la sua stessa situazione e la incita a cambiare le cose. Stella quindi, si convince definitivamente a denunciare Sebastiano alla polizia, e ritorna a scuola insieme ai suoi amici trionfante.

## Personaggi

### Personaggi principali
- Stella, interpretata da Anita Serafini
 Ha 13 anni e sogna di diventare giornalista, decide di aprire un blog di giornale nella sua scuola intervistando molte persone, tra cui anche l'influencer Eleonora Olivieri. I suoi genitori sono divorziati. È innamorata di Seba, ma, quando l'amico di quest'ultimo, Francesco, pubblica un video dove lei era mezza nuda, pensa che sia stato lui a pubblicarlo e decide di lasciarlo, scopre poi che il suo migliore amico Saverio è innamorato di lei, ma non lo ricambia perché lo vede solo come un amico e non vuole incasinarsi visto l'accaduto. Seba poi le dedica una canzone e lei pian piano si rende conto di esserne ancora innamorata nonostante ciò che è successo e i due ritornano insieme, il giorno dell'intervista però capisce che Seba dopo il casino non è cambiato per niente, così lo lascia definitivamente e decide di raccontare la sua storia pubblicamente diventando una giornalista in giovane età.
- Saverio, interpretato da Jasper Cabal Gonzales
È il migliore amico di Stella, molto timido ma sicuro di sé e altruista, è innamorato di lei da sempre, ma scopre che lei non lo ricambia perché lo vede come un amico, nonostante ciò lui continua a starle vicino nel suo periodo difficile.
- Andrea, interpretata da Matilde Sofia Fazio
È la migliore amica di Stella, sarà proprio lei a spronarla ad aprire il blog, tiene molto alla sua amicizia con Stella, ma rischia di rovinarsi quando lei decide di andare alla festa di Robi una loro compagna di classe (alla quale i genitori di Robi le hanno vietato di invitare Stella), ma poi fanno pace e tornano più unite di prima.
- Seba, interpretato da Sebastian Gravina
Il ragazzo di Stella, ricevendo poi un video di Stella lo invia al suo amico Francesco che lo fa diffondere online, quando quest'ultima lo lascia, lui farà di tutto per riconquistarla, dedicandole una canzone, lui ritorna insieme a Stella e rompe la sua amicizia con Francesco ma poi quest'ultima appena scopre che lui non è cambiato, lo lascia definitivamente e nell'intervista mentre lo guardano lascia il sipario.
- Francesco, interpretato da Claudio De Angelis
Il migliore amico di Seba. È lui che diffonde online il video privato di Stella, facendoli litigare, Seba poi sentendosi tradito da lui, decide di rompere la loro amicizia.
- Caterina, interpretata da Lavinia Fiori
La ragazza più ribelle della scuola, sotto sotto è una ragazza altruista e gentile e anche lei tiene molto a Stella. Alla fine diventano amiche.

### Personaggi secondari
- Preside Alessandri, interpretato da Riccardo Vianello
Il preside della scuola frequentata da Stella e i suoi amici. È molto all'antica infatti all'inizio non approva l'idea di rendere il giornale scolastico virtuale, ma Stella riesce a convincerlo.
- Filippo, interpretato da Lorenzo Battaglia
Il fratello di Cate, frequenta il corso di judo insieme a Stella e diventano ottimi amici, si sospetta che abbia una cotta per lei.
- Eva, interpretata da Valentina Chico.
È la madre di Stella, le vuole molto bene è divorziata dal marito (con il quale è comunque rimasta in buoni rapporti) e si mette con Giorgio, cercando di poter dare una vita serena alla figlia.
- Marco interpretato da Luca Ribezzo
È il padre di Stella, è divorziato dalla moglie, ma sono rimasti in buoni rapporti e anche lui le vuole molto bene.
- Giorgio, interpretato da Ettore Nigro
Il patrigno di Stella, ha un figlio di nome Valerio a cui vuole bene, e vuole bene a Stella come se fosse sua figlia.
- Valerio, interpretato da Tommaso Serrau
Figlio di Giorgio e fratellastro di Stella, anche se quest'ultima non lo dimostra, gli vuole molto bene e anche lui a lei.

## Episodi
| Stagione       | Episodi | Prima TV |
| -------------- | ------- | -------- |
| Prima stagione | 10      | 2022     |

## Sequel
Nel 2023 è stato realizzato una specie di sequel, Crush - La storia di Tamina, incentrato però su una protagonista diversa. Invece nel 2024 è stato realizzato Crush - La storia di Diego, incentrato questa volta su un ragazzo. Invece nel 2025 è stata realizzata la serie Crush - La storia di Matilde.